# Ana Elisa Salinas
Ana Elisa Salinas é uma decoradora de bolos artísticos do Rio de Janeiro, cidade onde nasceu e cresceu, co-sócia do Atelier Ana Salinas, e junto com sua mãe, Ana Maria Salinas, é conhecida por desafiar a física em seus bolos.

## Carreira
Formada em Desenho Industrial pela UFRJ - Universidade Federal do Rio de Janeiro - em 1995 Ana Elisa usa sua vocação pela arte para decorar os primeiros bolos, inicialmente para amigos e família.
Seu trabalho caracteriza-se pelo uso de ferramentas simples e acessíveis para dar efeitos na decoração dos bolos.
Ana Elisa publicou, em 2012, o livro Descobrindo Bolos pela 3R Editora, estando hoje em sua segunda edição.
Ana é a única brasileira a participar do The Sugar Art Fashion Show, evento bienal realizado nos EUA, onde cada artista veste uma modelo real com roupas no mínimo 60% comestíveis, e as colocam para desfilar na passarela. Em 2017 Ana destacou-se por vestir sua modelo com uma roupa 100% comestível.

## Prêmios
Ana é a atualmente a maior medalhista brasileira em competições internacionais de bolos decorados, possuindo 6 medalhas na maior competição de bolos do mundo, a Cake International, realizada anualmente em Birmingham, Inglaterra.
1. 2012 - Ouro - NEC Cake International - Birmingham - UK
2. 2012 - Prata - NEC Cake International - Birmingham - UK
3. 2013 - Prata - NEC Cake International - Birmingham - UK
4. 2013 - Reconhecimento pelo Merito do Trabalho - NEC Cake International - Birmingham - UK
5. 2014 - Ouro - London Excel Cake International - Londres - UK
6. 2014 - Prata - London Excel Cake International - Londres - UK

## Títulos
Em 2015, Ana Elisa recebeu o título Artist Of Excellence, sendo apontada como uma das maiores Artistas de Excelência do mundo em decoração de bolos.
Em 2016, Ana entrou para a lista TOP10 de decoradoras de bolos internacionais, nomeada pela New York Cake Academy

## Principais partipações na TV
1. Co-protagonista do premiado[4] especial Buddy no Rio: Uma Doce Viagem[5], Discovery Home&Health, ao lado do famoso confeiteiro  Buddy Valastro - o Cake Boss.
2. Jurada no Reality-Show de Confeitaria Que Seja Doce [6], da GNT.
3. Jurada no Reality-Show Batalha dos Confeiteiros[7]
4. Mentora no quadro Mandando Bem[8], do programa Caldeirão do Huck, da Rede Globo.